# Замок Балліадамс

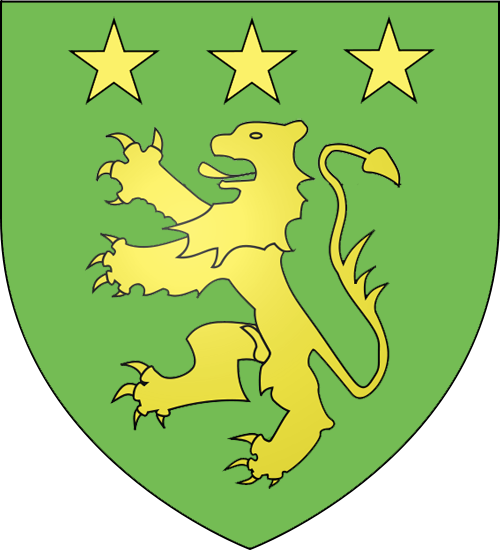
Герб вождів клану О'Мур.

Замок Балліадамс (англ. Ballyadams Castle) — один із замків Ірландії, розташований в графстві Леїш, біля селища Баллінан, в баронстві Страбаллі, біля дороги № 78, на відстані 31 милі від міста Ахі. Замок баштового типу. Нині замок лежить в руїнах. Навколишні землі використовують місцеві фермери як пасовища. Є небезпека обвалів, тому туристів в замок не пускають.

## Історія замку Балліадамс
Замок побудований в XV столітті ірландським кланом О'Мур. Є версія, що замок побудував Адам О'Мур на місці більш давнього норманського замку. Від нього і пішла назва замку — з ірландської «Місто Адама». Головна башта має 6 поверхів. До головної башти примикають бічні круглі башти. Північно-західна башта є найвищою. Вхід в замок складається з серії арок. Збереглися кам'яні гвинтові сходи на верхні поверхи замку. До тилу замку прикріплений житловий будинок — типовий укріплений будинок кінця XVII століття.
У 1534 році замок був узятий штурмом Джеральдінами під час повстання Томаса Фіцджеральда — Х графа Кілдер, якого ще називали Шовковий Томас. У 1546 році лорд депутат Ірландії і граф Десмонд на чолі великої армії ввійшов в графство Леїш і захопив замок Балліадамс. Це була помста за повстання, яке очолив Гілла Патрік О'Мур — вождь Лейкс. Під час цього повстання клани О'Мур та О'Коннор захопили місто та монастир Ахі. Джон Томас Боуен, якого ще називали Джон Пайк (Джон Піка або Джон Щука), тому що він завжди був озброєний пікою, заволодів замком в 1551 році. Джон Пайк «прославився» своєю жорстокістю. Потім замок успадкував його син Роберт в 1569 році. Біля замку було споруджено церкву у 1631 році в пам'ять Роберта Боуена. Там є пам'ятник Роберту Боуену — скульптура у вигляді надгробної плити. У 1641 році спалахнуло повстання за незалежність Ірландії, замок був обложений і став ареною боїв. Кетрін Боуен, що одружилася з Пірсом Батлером з Тіпперері, отримала у володіння замок у 1700 році. У 1782 році замок описав Остін Купер і ще тоді зазнначав, що замок у запустінні і знаходиться під загрозою обвалу. Батлери перестали жити в замку після нападу повстанців на замок у 1798 році під час чергового повстання за незалежність Ірландії. У ХІХ столітті замок орендував Роберт МакЛін з Шотландії. У замку народилась Елен МакЛін у 1841 році. Потім замок хотіла викупити родина Кемміш, що теж жила в цьому замкуРодина МакЛін частково відремонтувала замок, зробила новий дах, але замок був проданий без їхнього відома в 1896 році. Потім замок здавали різним орендарям. У ХХ столітті в замку жила Еллен Ротвелл ні Шор (1883—1980). Потім замок був закинутий. Нинішній господар замку Девід Батлер є прямим нащадком Пірса Батлера. Біля замку були колись дві свердловини пробиті у вапнякових породах. З них била вода і їй приписували цілющі властивості і називали «джерелом святого Патріка».